# Romantopia
《Romantopia (로만토피아)》은 2005년 발매된 가수 이상은의 정규음반 12집이다. ‘로만토피아’는 Roman과 Utopia의 합성어로, 낭만적 사랑과 예술적인 교감이 충만한 꿈의 세계, 혹은 서정적이며 몽환적인 판타지가 넘쳐나는 유토피아를 상징한다. 당시 연애중에 나온 앨범으로 앨범타이틀이 말해주듯, 이상은의 로맨틱한 이상향을 담은 앨범이다. 타이틀곡 '돌고래자리'를 비롯해 '지도에 없는 마을', '둥글게' 등이 고른 사랑을 받았다. 2013년 재발매되었다.

## 수록곡
전체 작곡: 이상은
| #   | 제목                             | 작사   | 재생 시간 |
| --- | -------------------------------- | ------ | --------- |
| 1.  | 〈지도에 없는 마을〉             | 이상은 | 4:59      |
| 2.  | 〈돌고래자리〉                   | 이상은 | 5:24      |
| 3.  | 〈둥글게〉                       | 이상은 | 4:06      |
| 4.  | 〈여름별〉                       | 이상은 | 4:22      |
| 5.  | 〈라임그린 시폰스카프〉          | 이상은 | 4:06      |
| 6.  | 〈Romantism〉                    | 이상은 | 4:03      |
| 7.  | 〈생의 한가운데〉                | 이상은 | 5:45      |
| 8.  | 〈Revolution’05〉                | 이상은 | 4:50      |
| 9.  | 〈기나긴 여행〉                  | 이상은 | 6:16      |
| 10. | 〈이어도〉                       | 이상은 | 5:52      |
| 11. | 〈지도에 없는 마을〉 (Inst.)     |        | 4:59      |
| 12. | 〈돌고래자리〉 (Radio Edit Ver.) | 이상은 | 4:21      |

## 관련 자료
- '돌고래자리' 뮤직비디오
- '돌고래자리' 편집영상